# Música moderna
Música moderna é o conjunto de tendências musicais que surgiram durante o período da primeira metade do século XX (conhecido como modernismo), após o romantismo, e que possuem caráter quase exclusivamente experimental.
Assim como o classicismo e o barroco valorizavam a estética e o romantismo valorizava a expressão de sentimentos através da tonalidade, o Modernismo valorizava especialmente a inovação e as percepções sensoriais\abstratas. O desenvolvimento posterior do modernismo, que inclui a música concreta, a música aleatória e o minimalismo são geralmente classificados como vanguardismo, ou pós-modernismo.

## Metodos de composição
- Impressionismo
- Expressionismo
- Dodecafonismo
- Atonalismo

## Compositores modernos importantes
Esta é uma linha do tempo com os principais e mais influentes compositores do século XX.
Nota: Algumas datas são aproximadas.